# Echipa națională de rugby din Zimbabwe
Echipa națională de rugby din Zimbabwe reprezintă Zimbabwe în meciurile internaționale de rugby. Sub denumirea de Rhodesia a jucat primul său meci internațional cu Africa de Sud în anul 1898. Echipamentul tradițional al echipei este format din tricouri albe cu dungi verde pădure, șorturi albe și jambiere albe cu dungi verde pădure. Evoluează în Cupa Africii. A participat de două ori la Cupa Mondială de Rugby, în 1987 și în 1991. 

## Palmares
| Palmaresul la Cupa Mondială | Palmaresul la Cupa Mondială | Palmaresul la Cupa Mondială | Palmaresul la Cupa Mondială | Palmaresul la Cupa Mondială | Palmaresul la Cupa Mondială | Palmaresul la Cupa Mondială | Palmaresul la Cupa Mondială |     | Calificările la Cupa Mondială | Calificările la Cupa Mondială | Calificările la Cupa Mondială | Calificările la Cupa Mondială | Calificările la Cupa Mondială | Calificările la Cupa Mondială |     |
| An                          | Loc                         | Jucate                      | Victorii                    | Egalități                   | Înfrângeri                  | Pct M                       | Pct P                       | J   | V                             | E                             | Î                             | M                             | P                             |                               |     |
| --------------------------- | --------------------------- | --------------------------- | --------------------------- | --------------------------- | --------------------------- | --------------------------- | --------------------------- | --- | ----------------------------- | ----------------------------- | ----------------------------- | ----------------------------- | ----------------------------- | ----------------------------- | --- |
| 1987                        | Faza grupelor               | 3                           | 0                           | 0                           | 3                           | 53                          | 151                         | -   | -                             | -                             | -                             | -                             | -                             | -                             |     |
| 1991                        | Faza grupelor               | 3                           | 0                           | 0                           | 3                           | 31                          | 158                         | 3   | 3                             | 0                             | 0                             | 62                            | 12                            |                               |     |
| 1995                        | Necalificată                | Necalificată                | Necalificată                | Necalificată                | Necalificată                | Necalificată                | Necalificată                | 6   | 3                             | 0                             | 3                             | 169                           | 120                           |                               |     |
| 1999                        | Necalificată                | Necalificată                | Necalificată                | Necalificată                | Necalificată                | Necalificată                | Necalificată                | 5   | 2                             | 0                             | 3                             | 125                           | 102                           |                               |     |
| 2003                        | Necalificată                | Necalificată                | Necalificată                | Necalificată                | Necalificată                | Necalificată                | Necalificată                | 2   | 1                             | 0                             | 1                             | 82                            | 45                            |                               |     |
| 2007                        | Necalificată                | Necalificată                | Necalificată                | Necalificată                | Necalificată                | Necalificată                | Necalificată                | 4   | 2                             | 0                             | 2                             | 55                            | 84                            |                               |     |
| 2011                        | Necalificată                | Necalificată                | Necalificată                | Necalificată                | Necalificată                | Necalificată                | Necalificată                | 1   | 0                             | 0                             | 1                             | 21                            | 35                            |                               |     |
| 2015                        | Necalificată                | Necalificată                | Necalificată                | Necalificată                | Necalificată                | Necalificată                | Necalificată                | 6   | 3                             | 0                             | 3                             | 170                           | 126                           |                               |     |
| 2019                        | TBA                         | TBA                         | TBA                         | TBA                         | TBA                         | TBA                         | TBA                         | TBA | TBA                           | TBA                           | TBA                           | TBA                           | TBA                           | TBA                           | TBA |
| Total                       | 2/8                         | 6                           | 0                           | 0                           | 6                           | 84                          | 309                         | 27  | 14                            | 0                             | 13                            | 684                           | 524                           |                               |     |